# Joaquín Yáñez
Joaquín Yáñez Rodríguez, nacido en Vigo el 20 de agosto de 1814 y fallecido el 5 de septiembre de 1892, fue un abogado, periodista, historiador, empresario y político español, alcalde de Vigo y presidente de la Diputación Provincial de Pontevedra.

## Trayectoria
Propietario de una fábrica de pastas llamada “Las Victorias”, situada en Alcabre, formó parte en 1853 de la primera redacción de Faro de Vigo, junto con José Carvajal Pereira, Vicente Coca, Nicolás Taboada Leal, Basilio Besada y José María Posada y Pereira. Ese mismo año escribió un Análisis histórico de la Reconquista de Vigo, junto con Benito Manuel López, secretario del Ayuntamiento, que fue editado en 1959 y de nuevo en 1976.
En su mandato se hizo el muelle de hierro del Puerto de Vigo.
Tiene una calle dedicada en el Casco Viejo de Vigo, que antes se llamó Mendizábal y antes Imperial.

| Predecesor: ? | Alcalde de Vigo 1841-1842 | Sucesor: ? |

| Predecesor: ? | Alcalde de Vigo 1854-1857 | Sucesor: Vicente Méndez Quirós |

| Predecesor: Norberto Velázquez Barrio | Alcalde de Vigo 1890-1892 | Sucesor: Francisco Molíns Pascual |